# حزب العمل في بورتوريكو
(حزب العمل)، أو كما يطلق عليه أيضا حزب الشعب العامل (بالإسبانية Partido del Pueblo Trabajador) وشعاره (PPT) هو أحد الأحزاب السياسية في بورتوريكو، تم تأسيس ذلك الحزب في الخامس من ديسمبر عام 2010 في مدينة سان خوان، وقد قام بتأسيسه مجموعة من الناشطين السياسيين والطلاب والأساتذة والممثلين وأفراد من نقابة العمال هناك وموظفي القطاع العام والقطاع الخاص هناك.

## شهادة الموافقة للاعتراف بالحزب
جمع مؤسسو الحزب حوالي 60.000 تفويض من الشعب طبقاً لقوانين الانتخابات في بورتوريكو، وفي 1 يونيو عام 2012 حصل الحزب على الموافقة الرسمية من الدولة وأصبح حزب سياسي رسمي بعد الحصول على العدد المطلوب من التأييدات الشعبية.

## انتخابات 2012
حصل البوفيسور رفائيل برنابي على أكثر من 17000 صوت في انتخابات 6 نوفمبر 2012 وأصبح الحزب يمثل القوة الرابعة السياسية في هذا الحدث الانتخابي.
كان شعار حملتهم وقتها "Para romper el cerco electoral, abre paso, vota PPT" وهي تعني (اكسر حاجز الانتخابية، اتخذ خطوة، صوت لPPT) 